# Grammoptera ruficeps
Grammoptera ruficeps là một loài bọ cánh cứng trong họ Cerambycidae.